# Ray Byrom
Raymond „Ray“ Byrom (* 2. Januar 1935 in Blackburn; † 6. Januar 2020 in Accrington) war ein englischer Fußballspieler.

## Karriere
Byrom, Teil einer weitläufigen nordwestenglischen Fußballerfamilie, spielte als Amateur im Reservebereich der Blackburn Rovers, bevor er zur Saison 1954/55 zu Accrington Stanley in die Third Division North kam. Mit dem Ende seines Militärdienstes im Januar 1956 stieg er zum Profi auf. sein Pflichtspieldebüt gab er unter Trainer Walter Galbraith am Boxing Day 1957, als er einen Treffer zum 2:0-Sieg über Crewe Alexandra beitrug. Wenige Tage später bot der Linksaußen auch beim Drittrundenspiel im FA Cup gegen Bristol City eine „glänzenden Darbietung“ und erzielte einen Treffer, das Team scheiterte schließlich im Wiederholungsspiel. In der Folge limitierten ihn Verletzungen und Formverlust auf wenige Einsätze, bis Ende 1958 hatte er für Accrington insgesamt elf Pflichtspiele bestritten.
Kurz nach der Ernennung von Galbraith zum Cheftrainer des Ligakonkurrenten Bradford Park Avenue – Galbraith hatte Accrington im August 1958 wegen Budgetkürzungen verlassen – wurde Byrom gemeinsam mit seinem Mannschaftskameraden Wattie Dick von diesem zu Bradford geholt, die Ablöse für beide Spieler betrug insgesamt 2750 £. Auch für Bradford debütierte Byrom am Boxing Day, in den folgenden anderthalb Jahren verpasste er nur eine Partie, in der Saison 1959/60 bestritt er alle 46 Liga- und drei Pokalpartien für den Klub. Seine Leistungen sorgten dabei auch für Interesse höherklassiger Klubs, Anfang 1960 lehnte Bradford Park Avenue ein Angebot des Zweitligisten Derby County über 8000 £ ab. Byroms Karriere endete abrupt am 2. Spieltag der Saison 1960/61 gegen den FC Chester, als er sich in der 2. Spielminute in einem Zweikampf das linke Bein doppelt brach. Nach eigenen Angaben musste er drei Jahre lang einen Gips tragen und war arbeitsunfähig.
Nach seinem Karriereende arbeitete er zunächst für Motorenbedarf-Firmen, 1972 gründete er und führte gemeinsam mit seiner Frau – 2017 feierte das Paar Goldene Hochzeit – Rays Garage Supplies in Accrington, ein Bedarfsgeschäft für Autowerkstätten, das nach seinem Ruhestand drei seiner Kinder weiterführten. Sein Sohn Alan spielte als Amateur ebenfalls für Accrington Stanley, dessen Sohn Joel Byrom brachte es zum Profifußballer. Sportlich betätigte sich der zuletzt in Oswaldtwistle wohnhafte Byrom im Bowls- und Golfsport. Byrom starb kurz nach seinem 85. Geburtstag, er hinterließ seine Frau und fünf Kinder.